# Верхньоярська сільська рада
Верхньоя́рська сільська рада (рос. Верхнеярский сельский совет) — сільське поселення у складі Далматовського району Курганської області Росії.
Адміністративний центр — село Верхній Яр.
Населення сільського поселення становить 332 особи (2017; 410 у 2010, 488 у 2002).

## Склад
До складу сільського поселення входять:
| Населений пункт  | Населення, осіб (2002) | Населення, осіб (2010) |
| ---------------- | ---------------------- | ---------------------- |
| Верхній Яр, село | 478                    | 403                    |
| Шутка, селище    | 10                     | 7                      |